# 前748年
| 千纪： | 前1千纪 |
| 世纪： | 前9世纪 \| 前8世纪 \| 前7世纪 |
| 年代： | 前770年代 \| 前760年代 \| 前750年代 \| 前740年代 \| 前730年代 \| 前720年代 \| 前710年代 |
| 年份： | 前753年 \| 前752年 \| 前751年 \| 前750年 \| 前749年 \| 前748年 \| 前747年 \| 前746年 \| 前745年 \| 前744年 \| 前743年                                                                                            |
| 纪年： | 癸巳年（蛇年）；周平王二十三年；魯惠公二十一年；齊莊公四十七年；晉文侯三十三年；秦文公十八年；楚霄敖十年；宋武公十八年；衛莊公十年；陳文公七年；蔡宣公二年；曹桓公九年；鄭武公二十三年；燕鄭侯十七年；杞武公三年 |

## 逝世
- 宋武公，宋國國君。[1]